# Dương Yến Nhung
Dương Yến Nhung (tên đầy đủ là Đặng Thị Thuý Nhung) sinh ngày 1 tháng 1 năm 1992 tại Thành phố Nha Trang, tỉnh Khánh Hòa là một Hoa hậu người Việt Nam đại diện Việt Nam và đăng quang Hoa hậu Du lịch Quốc tế Toàn cầu (Miss Tourism Global Queen International) tại Miss Tourism Queen Worldwide 2019 được tổ chức tại Philippines.

## Tiểu sử và sự nghiệp

### Trước 2016: Tiểu sử, học vị, học vấn, nơi sinh sống
Dương Yến Nhung tên thật là Đặng Thị Thúy Nhung sinh ngày 1 tháng 1 năm 1992 tại Nha Trang, Khánh Hòa.  Sau một thời gian sinh sống tại đây, cô chuyển tới Thành phố Hồ Chí Minh để học tập và làm việc. Dương Yến Nhung tốt nghiệp Học viện Hàng không Việt Nam.

### 2016 – 2018:  Sự nghiệp ban đầu,Hoa khôi Nhan sắc 2016
Năm 2016, cô đăng quang ngôi vị Á khôi 1 của cuộc thi Hoa khôi Nhan sắc tổ chức tại Hà Nội, với trang phục dạ hội của nhà thiết kế Tuấn Hải. Ngoài ra, Dương Yến Nhung còn đoạt được giải thưởng phụ "Người đẹp nhân ái".
Sau khi đăng quang, cô ít hoạt động trong lĩnh vực giải trí mà tập trung cho công việc kinh doanh, thiết kế thời trang và các hoạt động thiện nguyện.

### 2019 – nay: Phát triển sự nghiệp,Hoa hậu Du lịch Quốc tế 2019
Năm 2019, nhận được lời mời đại diện Việt Nam tham dự cuộc thi Hoa hậu Du lịch Thế giới tại Philippines, Dương Yến Nhung xuất sắc đoạt danh hiệu Hoa hậu Du lịch Quốc tế 2019. Ngoài ra, cô còn đoạt giải thưởng phụ Video giới thiệu bản thân xuất sắc (giới thiệu bản thân với hình ảnh cà phê và bánh mì nhằm quảng bá hình ảnh Việt Nam). Trước chung kết, cô còn lọt vào Top 5 phần thi trang phục truyền thống, Top 5 trang phục dạ hội và Top 2 người đẹp tài năng. Tháng 11 năm 2019, cô được mời làm Đại sứ độc quyền cho giải Golf tranh Cup "Doanh nhân, doanh nghiệp - Thượng tôn pháp luật - Vì môi trường Việt Nam"lần I/2019 tổ chức tại huyện Tam Đảo, tỉnh Vĩnh Phúc. Cô vinh dự được mời tới lễ trao giải Ngôi Sao Xanh, xuất hiện tại sự kiện này, Dương Yến Nhung và đạo diễn Lê Hoàng được mời lên công bố và trao giải người chiến thắng hạng mục Sáng tạo xuất sắc nhất.

## Danh hiệu
- Á khôi 1 Hoa khôi Nhan Sắc 2016
  - Người đẹp nhân ái
- Hoa hậu Du lịch Quốc tế tại Hoa hậu Du lịch Thế giới 2019
  - Best in Swimsuit
  - Best Tourism Video
  - 2nd Runner-up Best in Talent
  - 4th Runner-up Best in National Custume
  - Top 5 Best in Long Gown

## Sự cố
Trong lễ trao giải Ngôi sao xanh 2019 diễn ra tối 27/12/2019, khi xướng tên người thắng giải là đạo diễn hình ảnh Nguyễn Ngọc Cường với nghệ danh là Nguyễn Ngọc Cường C.U, Dương Yến Nhung vô tình đọc nhầm thành từ nhạy cảm khi chương trình đang lên sóng trực tiếp.